# Dálnice M15 (Maďarsko)
Dálnice M15 (maďarsky M15-ös autópálya) je dálnice v Maďarsku. Spojuje dálnici M1 se Slovenskem.

## Trasa dálnice
Dálnice začíná u města Mosonmagyaróvár a končí na hranici se Slovenskem poblíž Rajky. Celá její trasa měří 15 km. Jejím pokračováním na Slovensku je dálnice D2.

## Stavba dálnice
Dálnice byla otevřena v roce 1998 pouze v polovičním profilu, s jedním jízdním pruhem pro každý směr. Její dokončení na plný profil bylo plánované do roku 2015. Dostavěna v plném profilu však byla až 18. prosince 2019.